# Forever and Counting
Forever and Counting è il secondo album in studio del gruppo musicale statunitense Hot Water Music, pubblicato nel 1997.

## Tracce
1. Translocation – 3:21
2. Better Sense – 3:12
3. Just Don't Say You Lost It – 3:10
4. Position – 3:56
5. Rest Assured – 4:07
6. Manual – 5:08
7. Minno – 3:53
8. Three Summers Strong – 4:13
9. Man the Change – 2:33
10. Western Grace – 4:17